# Humanoids from the Deep
Humanoids from the Deep è un film per la televisione horror statunitense  del 1996 diretto da Jeff Yonis. È un remake per la televisione del film del 1980 Monster - Esseri ignoti dai profondi abissi (Humanoids from the Deep) prodotto anch'esso da Roger Corman.

## Trama
Una piccola cittadina statunitense sul mare si trova in stato di allerta a causa di una serie di mostri mutanti umanoidi che sbucano dalle acque per assalire ed uccidere gli abitanti locali che si avvicinano alla riva. In seguito si scopre che i mutanti sono il risultato dello sversamento in acqua di agenti chimici che hanno modificato i pesci geneticamente trasformandoli in creature mostruose assetate di sangue.

## Produzione
Il film fu prodotto dalla Concorde-New Horizons, società di Corman, e dalla Showtime Networks e girato nel 1996 a Malibù, California. A differenza dell'originale, il film contiene meno scene di sesso violento, come i numerosi stupri ai danni delle ragazze in spiaggia del primo film, e meno scene cruente e splatter. Il film non ebbe un grande successo tra la critica e non ottenne un seguito rimarchevole tra i fans.

## Promozione
La tagline è: "Your Deepest Fears Will Surface" ("Le vostre paure più profonde risaliranno in superficie").